# Lewis Neilson
Lewis Neilson (* 15. Mai 2003 in Dundee) ist ein schottischer Fußballspieler, der bei Heart of Midlothian unter Vertrag steht und an den FC Falkirk verliehen ist.

## Karriere

### Verein
Lewis Neilson kam als Zehnjähriger zu Dundee United. Er unterzeichnete seinen ersten Profivertrag bei dem Verein im Sommer 2019, bevor er im folgenden März den Vertrag vorzeitig bis 2022 verlängerte. Neilson gab sein professionelles Debüt für Dundee im Alter von 17 Jahren bei einem 1:1-Unentschieden gegen den FC St. Johnstone am 1. Spieltag der Scottish Premiership-Saison 2020/21.

### Nationalmannschaft
Lewis Neilson spielte im Jahr 2018 und 2019 jeweils einmal in der schottischen U16-Nationalmannschaft gegen England und Australien. Im Februar 2020 debütierte er in der U17 gegen Schweden.